# Parallel Redundancy Protocol
| QS-Informatik | Dieser Artikel wurde wegen inhaltlicher Mängel auf der Qualitätssicherungsseite der Redaktion Informatik eingetragen. Dies geschieht, um die Qualität der Artikel aus dem Themengebiet Informatik auf ein akzeptables Niveau zu bringen. Hilf mit, die inhaltlichen Mängel dieses Artikels zu beseitigen, und beteilige dich an der Diskussion! (+) |

Das Parallel Redundancy Protocol (PRP) ist ein Netzwerkprotokoll für den Betrieb eines redundanten Rechnernetzwerkes. Es ist seit 2010 im Standard IEC 62439-3 „Industrial communication networks: high availability automation networks“ standardisiert. Es handelt sich um ein Layer-2-Redundanzverfahren, welches von höheren Schichten unabhängig ist und sich für die in IEC 61784 beschriebenen Echtzeit-Ethernet-Mechanismen eignen soll. PRP wurde für Automatisierungsnetzwerke entwickelt, die für eine kontinuierliche Betriebsfunktionalität Hochverfügbarkeit erfordern.
Während rekonfigurationsbasierte Redundanzprotokolle wie RSTP oder MRP bei Fehlern im Netzwerk immer eine gewisse Umschaltzeit für eine Neukonfigurierung benötigen, bietet das PRP im Fehlerfall eines der beiden redundanten Netzwerke einen kontinuierlichen Betrieb, bei dem kein Datenpaket bei der Übertragung verloren geht oder verzögert wird.

## Topologie

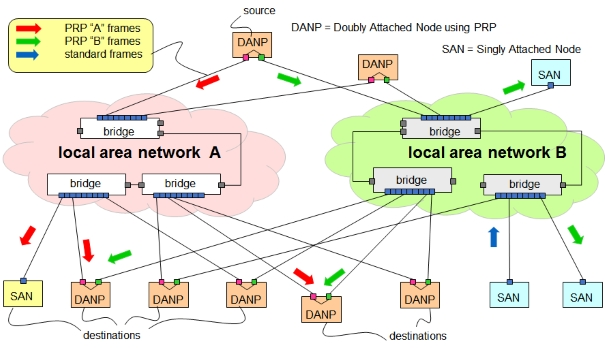
PRP-Netzwerk
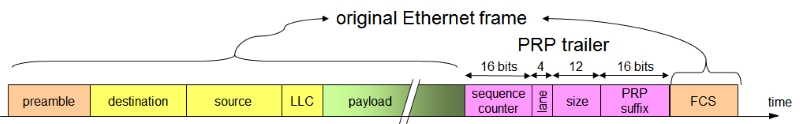
PRP-Paketformat (mit Trailer)
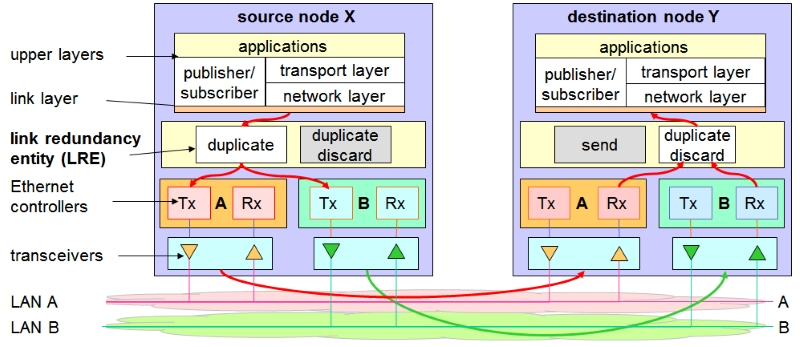
Interaktion von PRP-Knoten (DANP)

Jeder PRP-Knoten, ein sog. „Dual Attached Node“ (DAN) ist an zwei Netzwerke, in der Abbildung als LAN A und LAN B bezeichnet, angebunden. Da PRP ein Layer-2-Protokoll ist, muss das Protokoll der beiden Netzwerke auf der MAC-Ebene identisch sein. Topologie, Performance und Latenz können bei beiden Netzwerken unterschiedlich sein. Die Latenzen dürfen jedoch nur bis zu einer gewissen Grenze differieren, da PRP ein auf Paketsequenznummern basierendes Sliding-Window-Protokoll mit endlicher Fensterkapazität ist. Die Netzwerke müssen so ausgelegt sein, dass der Ausfall eines Netzwerks nicht den Weiterbetrieb des anderen Netzwerks beeinträchtigt. Falls bei einem Netzwerk ein Kabel gezogen wird, darf das andere davon nicht beeinflusst werden. Grundsätzlich darf daher keine direkte Verbindung zwischen den beiden LANs bestehen.
Das Anschalten eines „Single Attached Node“ (SAN), d. h. eines Endknoten ohne PRP-Fähigkeit, kann durch eine sog. „Redundancy Box“ (RedBox) erfolgen, die sich am parallel redundanten Netz wie ein DAN verhält.
Ein Anwendungsfall findet sich im Bereich Drahtloskommunikation als "Timing Combiner", mit dem beispielsweise für Sicherheitsanwendungen die Verfügbarkeit eines drahtlosen "Black Channel" verbessert werden kann.